# Municipio de New Madrid
El municipio de New Madrid (en inglés: New Madrid Township) es un municipio ubicado en el condado de Nueva Madrid en el estado estadounidense de Misuri. En el año 2010 tenía una población de 3778 habitantes y una densidad poblacional de 13,28 personas por km².

## Geografía
El municipio de New Madrid se encuentra ubicado en las coordenadas 36°38′43″N 89°33′32″O / 36.64528, -89.55889. Según la Oficina del Censo de los Estados Unidos, el municipio tiene una superficie total de 284.55 km², de la cual 279,2 km² corresponden a tierra firme y (1,88 %) 5,34 km² es agua.

## Demografía
Según el censo de 2010, había 3778 personas residiendo en el municipio de New Madrid. La densidad de población era de 13,28 hab./km². De los 3778 habitantes, el municipio de New Madrid estaba compuesto por el 75,81 % blancos, el 21,73 % eran afroamericanos, el 0,21 % eran amerindios, el 0,32 % eran asiáticos, el 0,48 % eran de otras razas y el 1,46 % eran de una mezcla de razas. Del total de la población el 1,16 % eran hispanos o latinos de cualquier raza.